# Josef Leopold
Pour les articles homonymes, voir Leopold.
Josef Leopold (18 février 1889 - 24 juin 1941) était un membre important du parti nazi en Autriche. Il fut Landesleiter du parti de 1935 à 1938 et chef de la Sturmabteilung en Autriche. Il appartenait à la tendance indépendantiste du nazisme autrichien et insistait sur le fait qu'Adolf Hitler n'était qu'un chef spirituel plutôt qu'un futur leader autrichien.

## Biographie

### Début de carrière
Originaire de la région rurale de Waldviertel, Leopold n'a reçu qu'une faible éducation formelle et on s'attendait à ce qu'il consacre sa vie à travailler dans la petite ferme de son père, un paysan. Leopold a cependant suivi une carrière militaire, rejoignant le 49e régiment d'infanterie de l'armée austro-hongroise le 7 octobre 1910. Il quitte l'armée en 1913, après avoir atteint le grade de sergent, mais y retourne après le début de la Première Guerre mondiale. Leopold a combattu sur le front oriental jusqu'en 1915, date à laquelle il a été capturé par les Russes. Il est envoyé en Sibérie comme prisonnier de guerre et reste dans un camp jusqu'en février 1918, date à laquelle il s'échappe et retourne en Autriche. Peu après, il sert dans la Volkswehr et, à la suite de la réorganisation de l'armée après l'établissement de la république, il est retenu dans la nouvelle armée autrichienne comme instructeur des nouvelles recrues.
Leopold a commencé à s'intéresser à la politique en décembre 1918, lorsqu'il a rejoint le Parti social-démocrate d'Autriche (Sozialdemokratische Partei Österreichs - SPÖ). Cependant, l'année suivante, Leopold a changé de camp pour rejoindre le Parti national-socialiste des travailleurs allemands (Nationalsozialistische Deutsche Arbeiterpartei -  NSDAP) de Walter Riehl et il est devenu un militant convaincu du parti après avoir entendu le discours d'Adolf Hitler à Krems an der Donau en 1920. Avec le soutien d'Hitler, il devint Gauleiter à part entière en 1927 et fut bientôt le principal critique de Karl Schulz, dont la faction du parti nazi autrichien avait une vision résolument anti-allemande.
Leopold était à la tête d'une faction du nazisme autrichien qui était de nature clandestine et qui lançait fréquemment des attaques terroristes. Sa position d'extrémiste partisan de l'indépendance l'opposait à l'aile pro-Grande Allemagne (Kleindeutschland and Großdeutschland) de Theodor Habicht et à l'aile indépendantiste constitutionnelle d'. Après l'interdiction du parti nazi en Autriche en 1933, le fanatique Leopold était le seul Gauleiter qui refusait de fuir l'Autriche. Cela lui valut d'être interné dans le camp de concentration de Wöllersdorf de janvier 1934 à février 1935, ce qui excluait toute participation au putsch manqué de juillet 1934.

### Leader des nazis
Leopold devint le chef du parti nazi autrichien en décembre 1934 mais fut à nouveau interné en 1935 à la suite de l'interdiction du parti nazi, bien qu'il ait été libéré l'année suivante lorsqu'Adolf Hitler conclut un traité d'amitié avec Kurt Schuschnigg. Bien qu'il soit toujours officiellement le chef du parti, Leopold constata que pendant son séjour en prison, le pouvoir réel au sein du parti passait à Friedrich Rainer et Odilo Globocnik qui, sur les instructions expresses d'Hitler, cherchaient à établir des alliances avec des dirigeants plus conservateurs comme Arthur Seyss-Inquart et même Kurt Schuschnigg.
Plus tard, en 1936, il négocie avec Schuschnigg pour tenter de redonner un statut légal au parti nazi. Leopold espérait ainsi faire partie d'un gouvernement de coalition et former un gouvernement nazi indépendant en Autriche. Il chercha ensuite à collaborer plus étroitement avec d'autres groupes nationalistes afin de se rapprocher de son idéal d'une Autriche nazie et obtint le soutien des ministres Edmund Glaise-Horstenau et Odo Neustädter-Stürmer. Malgré cela, les pourparlers avec Schuschnigg n'aboutissent pas et les souhaits de Léopold de voir les nazis reconnus et de créer une coalition connue sous le nom de "Deutschsozialer Volksbund" ne sont pas satisfaits. En effet, Léopold sort mal des négociations car non seulement ses plans de reconstitution du parti nazi dans le cadre du Front de la Patrie (Vaterländische Front - VF) sont rendus publics, mais il ne parvient pas non plus à obtenir un poste de ministre comme il l'espérait.
Ses échecs dans les négociations et sa position indépendantiste signifiaient qu'Hitler n'avait pas confiance dans le pouvoir de Léopold et il envoya Wilhelm Keppler pour le surveiller en juillet 1937, mais Léopold répondit à Keppler qu'il ne recevait d'ordres de personne. Heinrich Himmler le nomma chef de la Schutzstaffel autrichienne en 1937, mais il se lassa rapidement du querelleur Leopold, qui se heurta également à Hermann Göring, Rudolf Hess, Franz von Papen et à son co-dirigeant des nazis autrichiens Hermann Neubacher. Alors qu'il dirigeait les nazis à Vienne en 1938, Leopold se vanta au représentant de l'Union des fascistes britanniques (British Union of Fascists - BUF) Robert Gordon-Canning qu'il était sur le point de mener un soulèvement avec l'aide d'Hitler. Cependant, la conversation fut captée par Schuschnigg qui fit une descente dans le bureau de Leopold où des documents relatifs au projet de coup d'État furent saisis. Hitler finit par démettre Leopold de ses fonctions de Landesleiter en février 1938 sous prétexte qu'il voulait que les nazis autrichiens respectent la légalité. Hitler, qui devait s'entretenir avec Schuschnigg, était particulièrement contrarié par le fait que Leopold avait lancé une campagne de bombardement avant la réunion, et demanda donc son renvoi.

### Sous les nazis
Après l'Anschluss, Leopold a pu continuer à être une figure du parti nazi malgré son soutien antérieur à une Autriche indépendante. Il servit comme inspecteur des Sturmabteilung (SA) à Munich, où il travailla également sous les ordres de Hess à la Chancellerie du parti nazi, avant d'entrer dans la Wehrmacht en octobre 1939 comme Oberstleutnant,. Il fut brièvement pressenti pour le rôle de Gauleiter du Bas-Danube, mais ce rôle revint à Hugo Jury(Opération Barbarossa). Il fut le choix d'Alfred Rosenberg pour le rôle de commissaire général de Crimée, mais il fut tué au combat juste après l'invasion de l'Union soviétique et le poste revint finalement à son compatriote autrichien Alfred Frauenfeld.

## Source
- (en) Cet article est partiellement ou en totalité issu de l’article de Wikipédia en anglais intitulé « Josef Leopold » (voir la liste des auteurs).